# BAIC Motor
BAIC Motor — китайский автопроизводитель, дочерняя компания BAIC Group, в 2010—2020 годах выпускавшая автомобили под брендом Senova, с 2013 года внедорожники BJ, с 2020 года перевела модельный ряд под исторический бренд Beijing, который перешёл к ней от компании BAW.
Основными собственниками на 2016 год являлись BAIC Group (44.98 %), муниципалитет Пекина (13.54 %), Daimler AG (9.55 %).
Через дочернюю BAIC Motor компания BAIC Group владеет совместными предприятиями Beijing Hyundai (50 %), Beijing Benz (51 %), Fujian Benz (35 %), поэтому с учётом выпуска продукции этих заводов обычно для BAIC Motor формально указывается высокое число выпуска автомобилей и место на автомобильном рынке Китая (так в 2019 году 1 425 000 автомобилей — четвёртое место, 8,8 % рынка), однако, это число включает выпуск Hyundai и Mercedes Benz, а фактически на бренды самой BAIC Motor приходится лишь 10-20 % от этого числа — так в 2019 году выпущено 167 000 автомобилей.

## Статистика производства
| Год  | Объём, тыс. |
| ---- | ----------- |
| 2012 | 77,6        |
| 2013 | 202,3       |
| 2014 | 309,6       |
| 2015 | 337,1       |
| 2016 | 457,1       |
| 2017 | 235,8       |
| 2018 | 156,1       |
| 2019 | 167,0       |
| 2020 | 81,8        |

## Модельный ряд BAIC Motor
В 2012—2020 годах компания BAIC Motor выпускала под брендом Senova модели седанов под литерой D, а кроссоверов под литерой X, при этом на экспортных рынках машины продавались под брендом BAIC.
С 2013 года под брендом BAIC в Китае начато производство кроссоверов и внедорожников серии BJ, первым стал BAIC BJ40, затем BJ80 и BJ90.
В 2020 году компания получила права на марку Beijing, и выпускаемые на тот момент модели, обычно уже во втором поколении, были соответственно переименованы: Senova D50 — Beijing U5, Senova D70 — Beijing U7, Senova X35 — Beijing X3, Senova X55 — Beijing X5, BAIC BJ40 — Beijing BJ40, BAIC BJ80 — Beijing BJ80, BAIC BJ90 — Beijing BJ90. Модели, появившиеся позже, уже сразу выпускались под брендом Beijing.

#### Senova

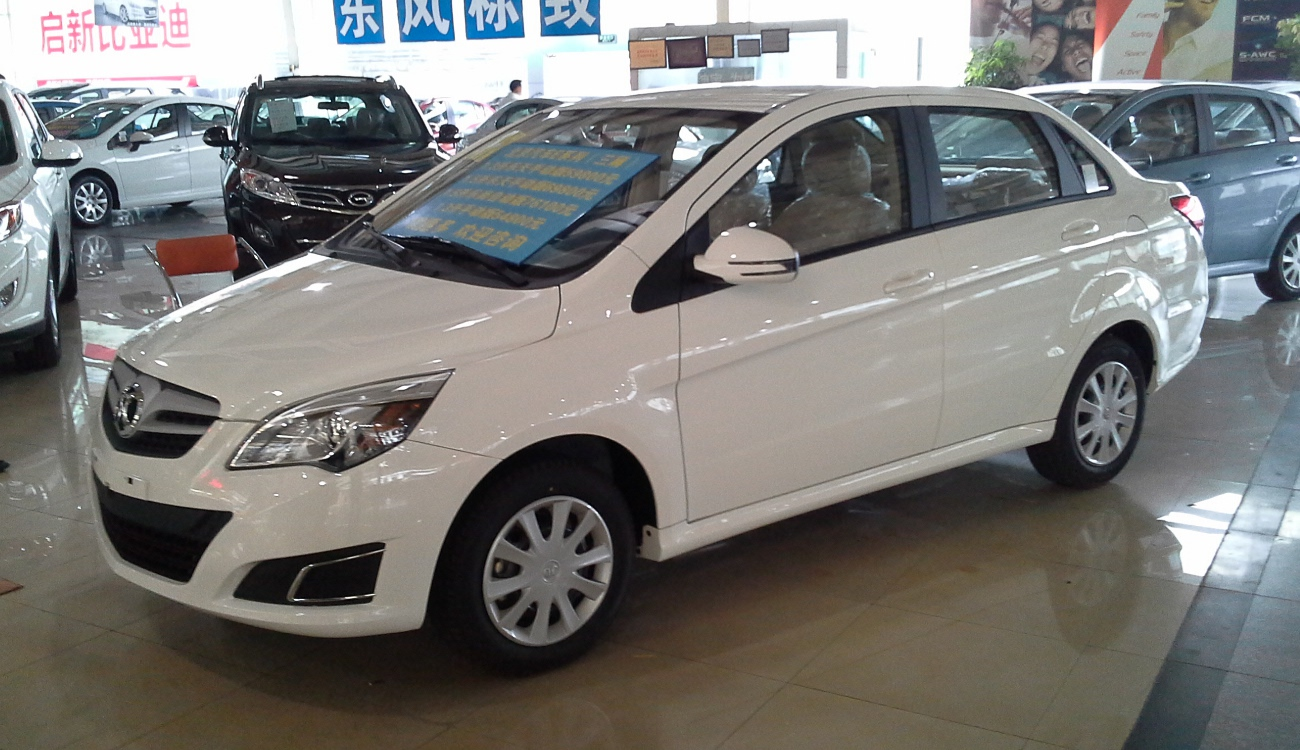
Senova D20, 2012—2018
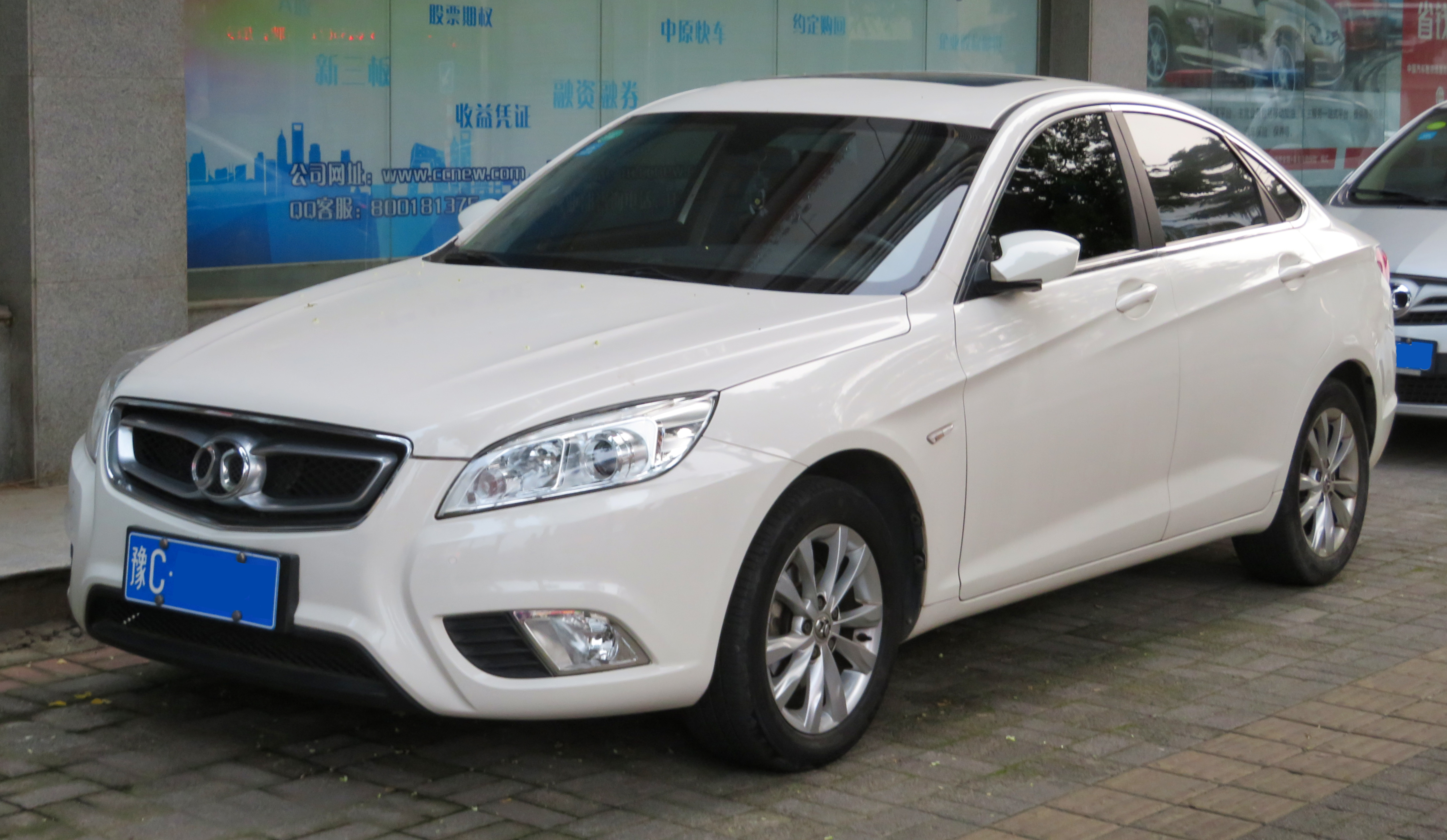
Senova D50, 2014—2020
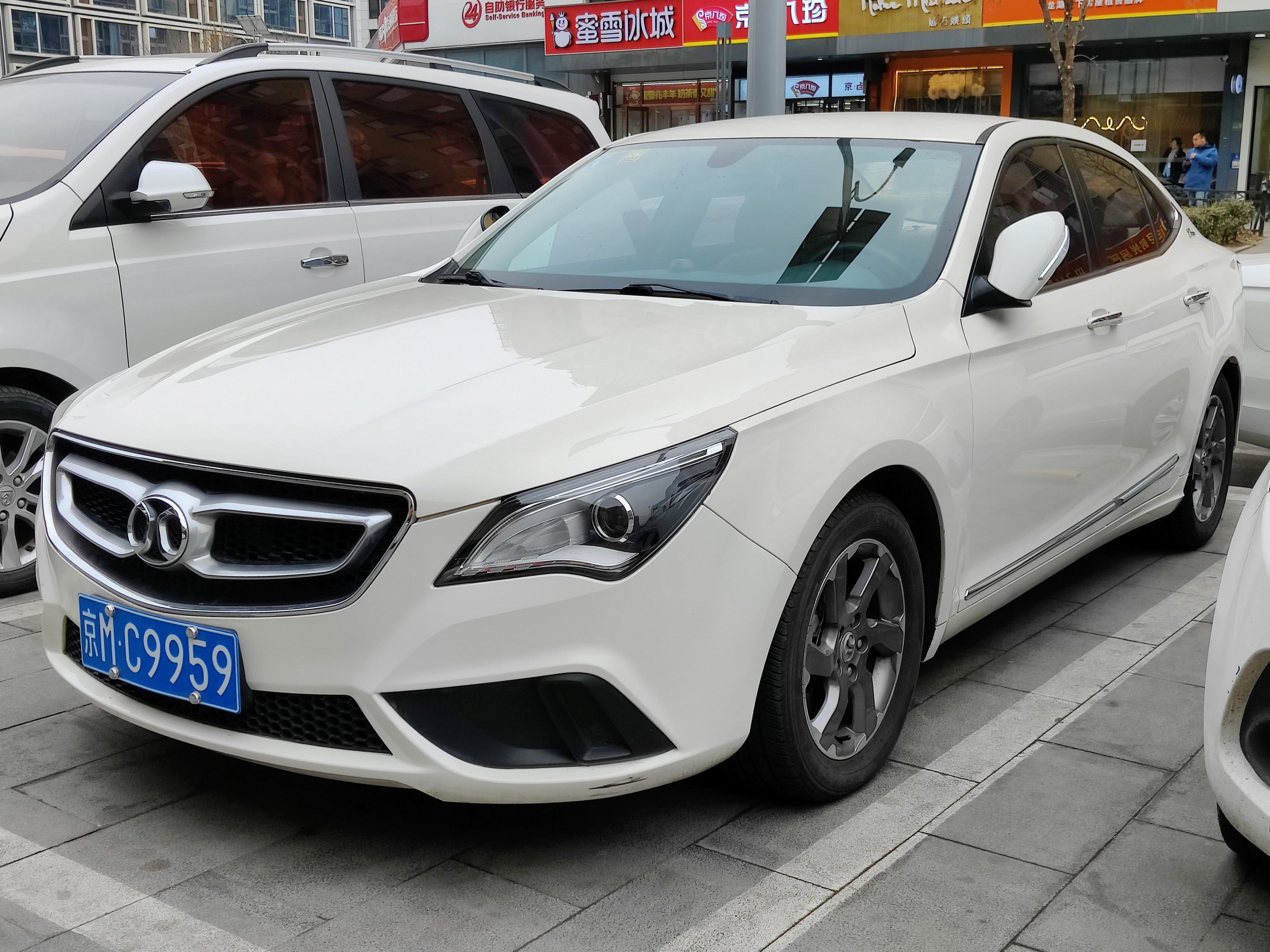
Senova D60, 2014—2017
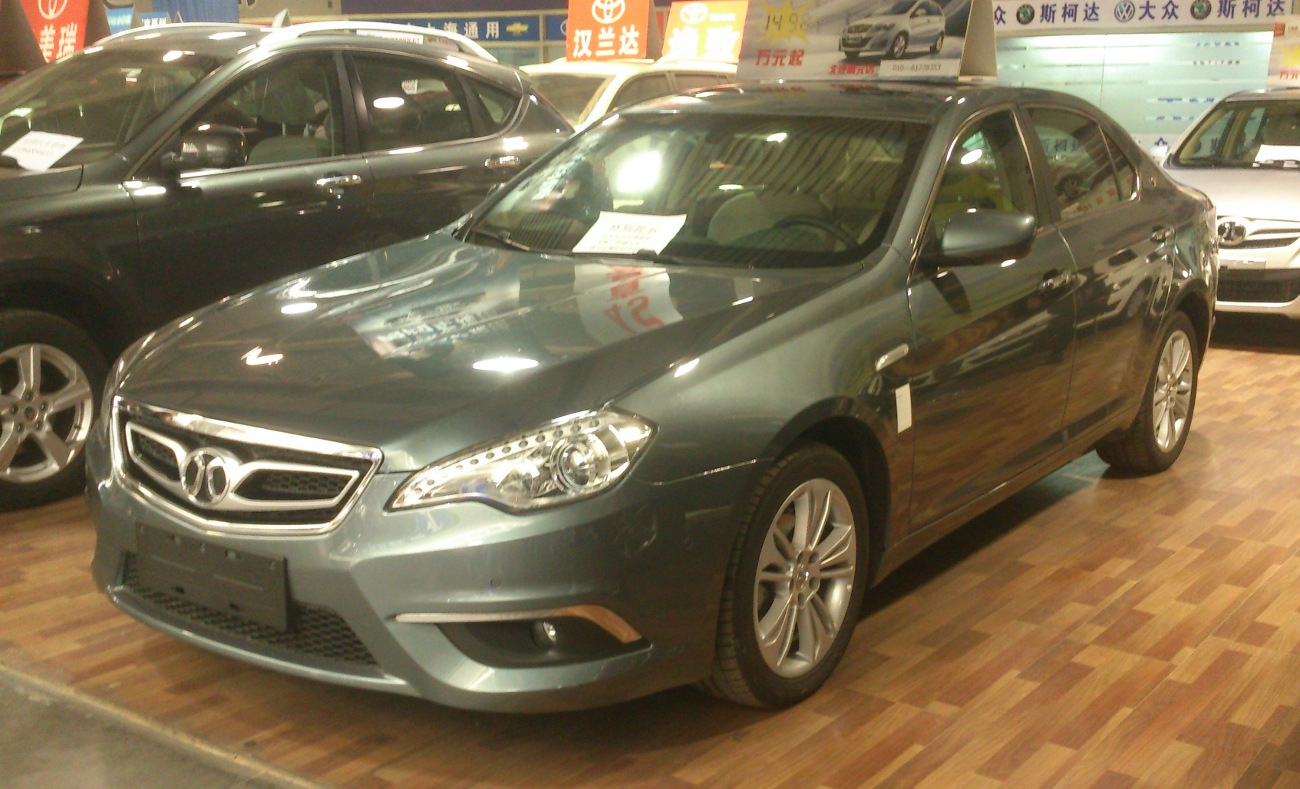
Senova D70, 2013—2018

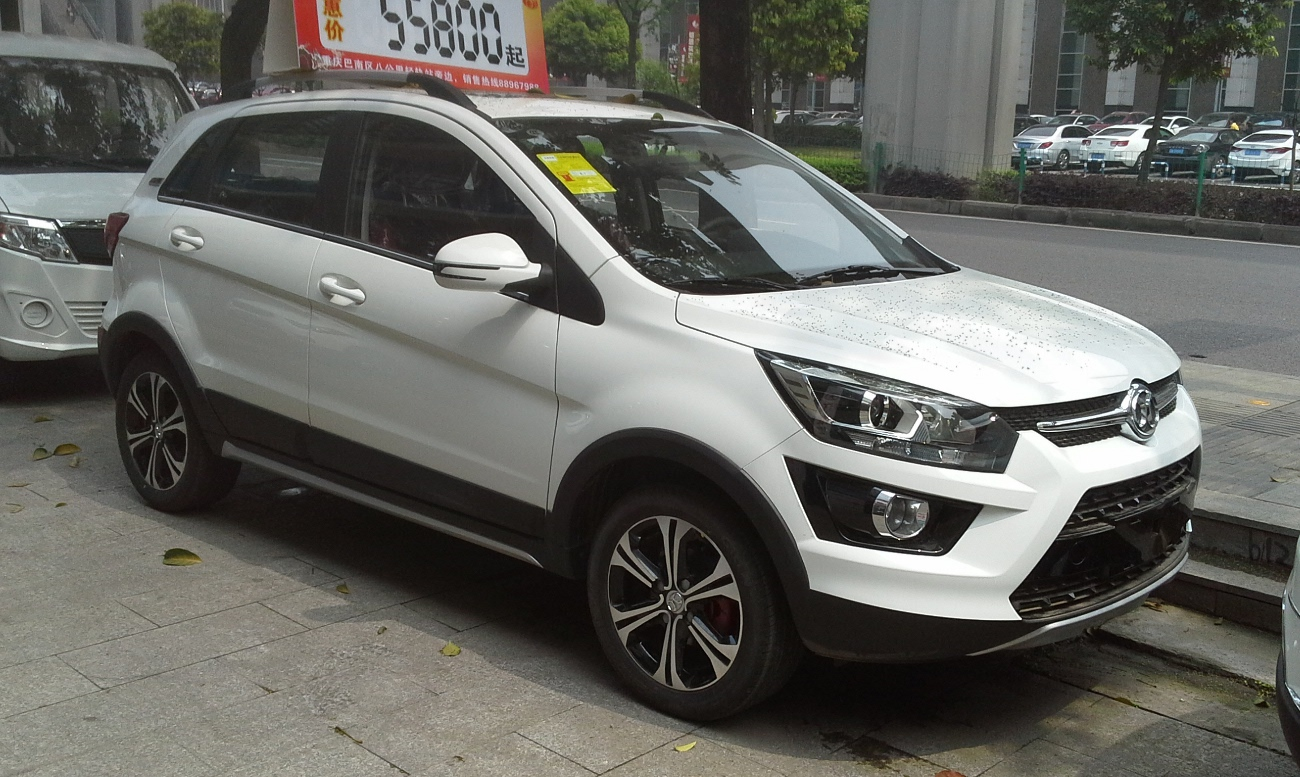
Senova X25, 2015—2019
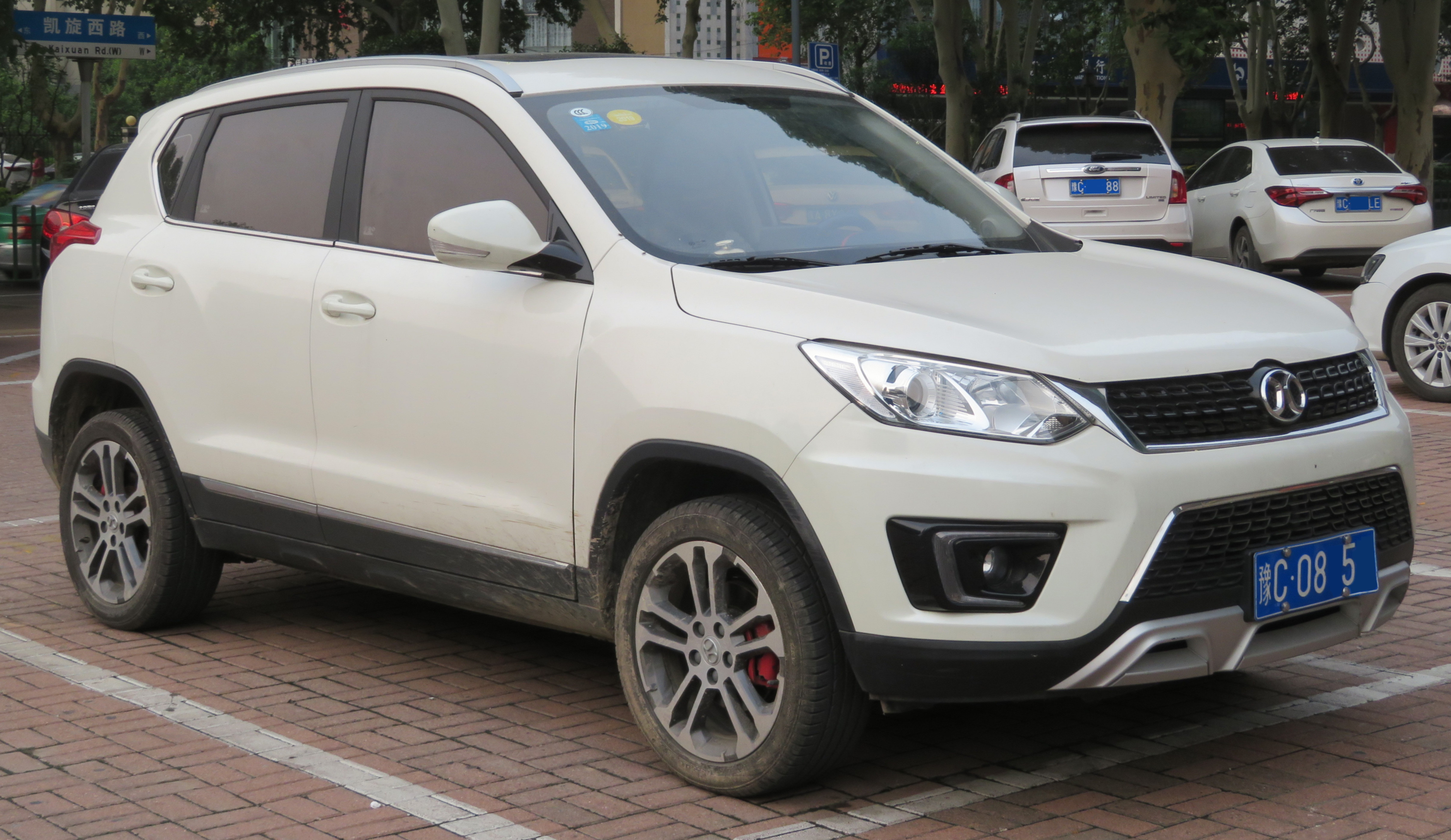
Senova X35, 2016—2019
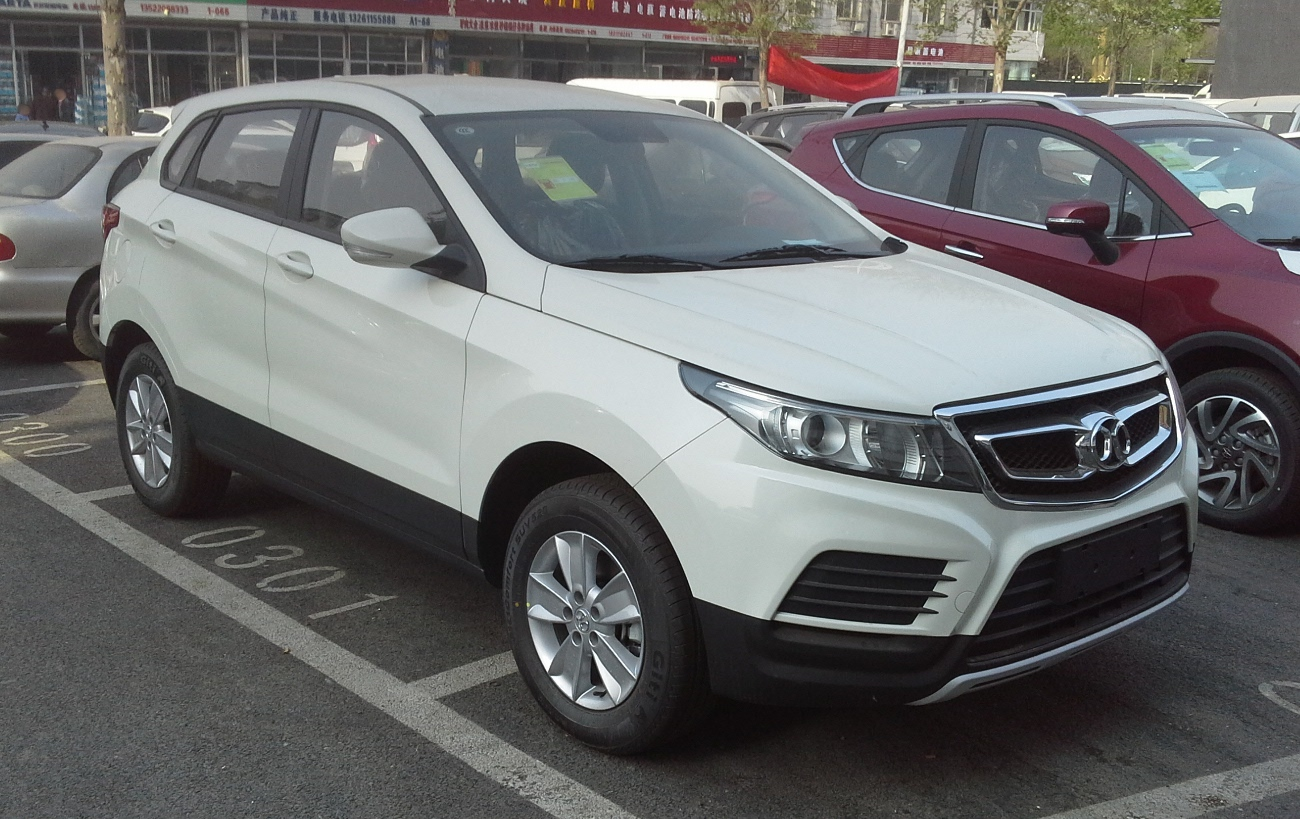
Senova X55, 2015—2019
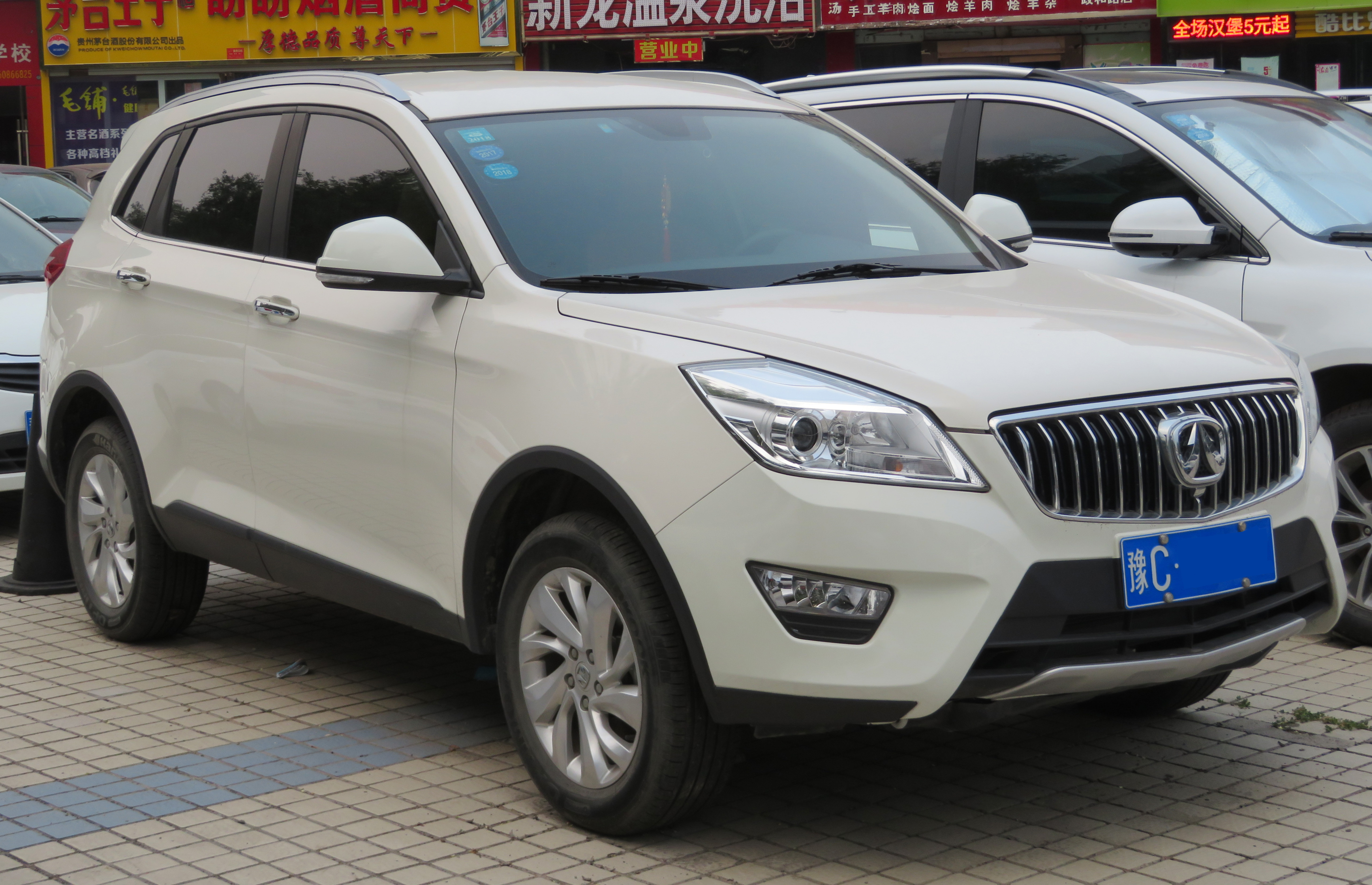
Senova X65, 2014—2017

### Актуальный модельный ряд

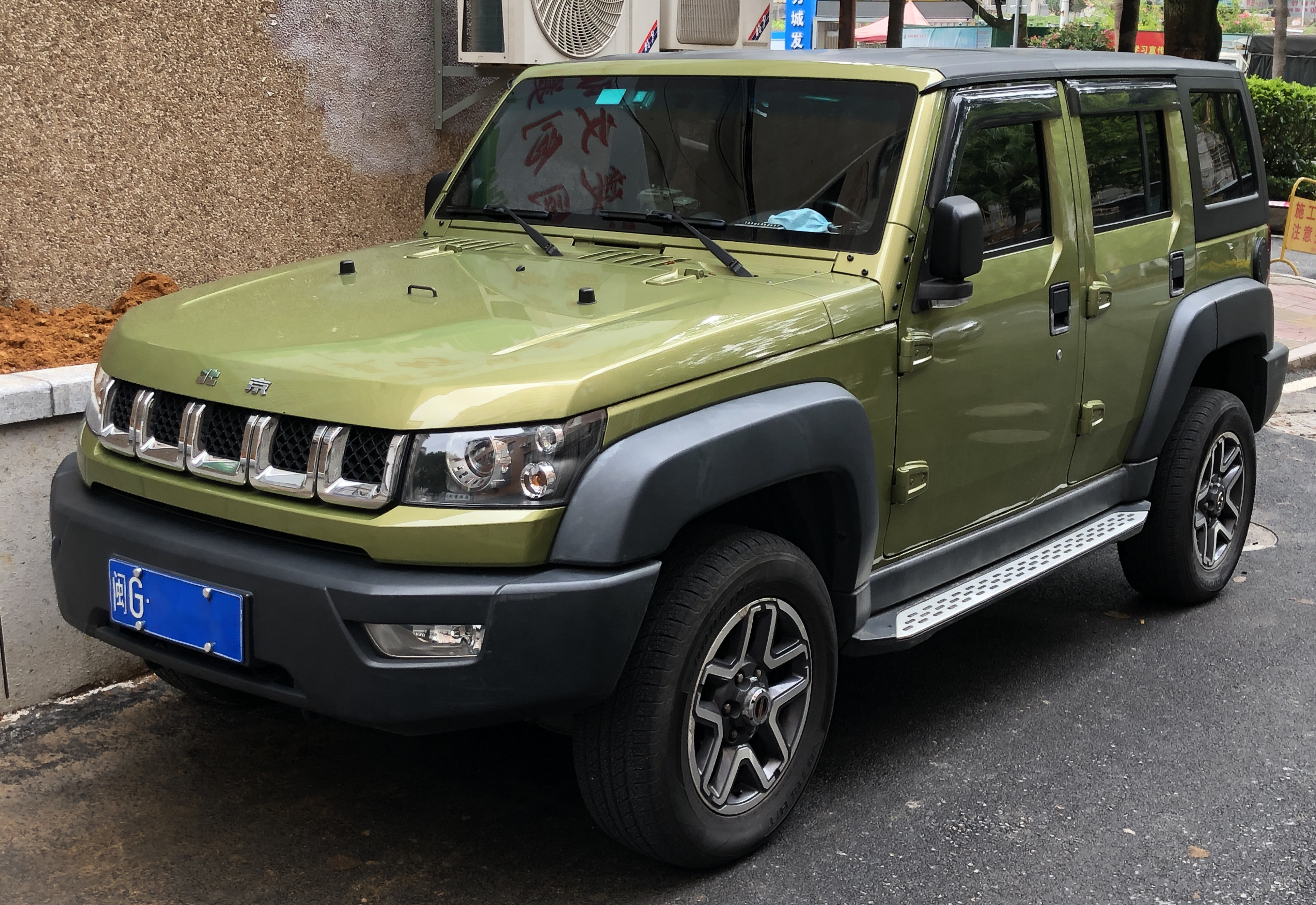
Beijing BJ40, с 2013
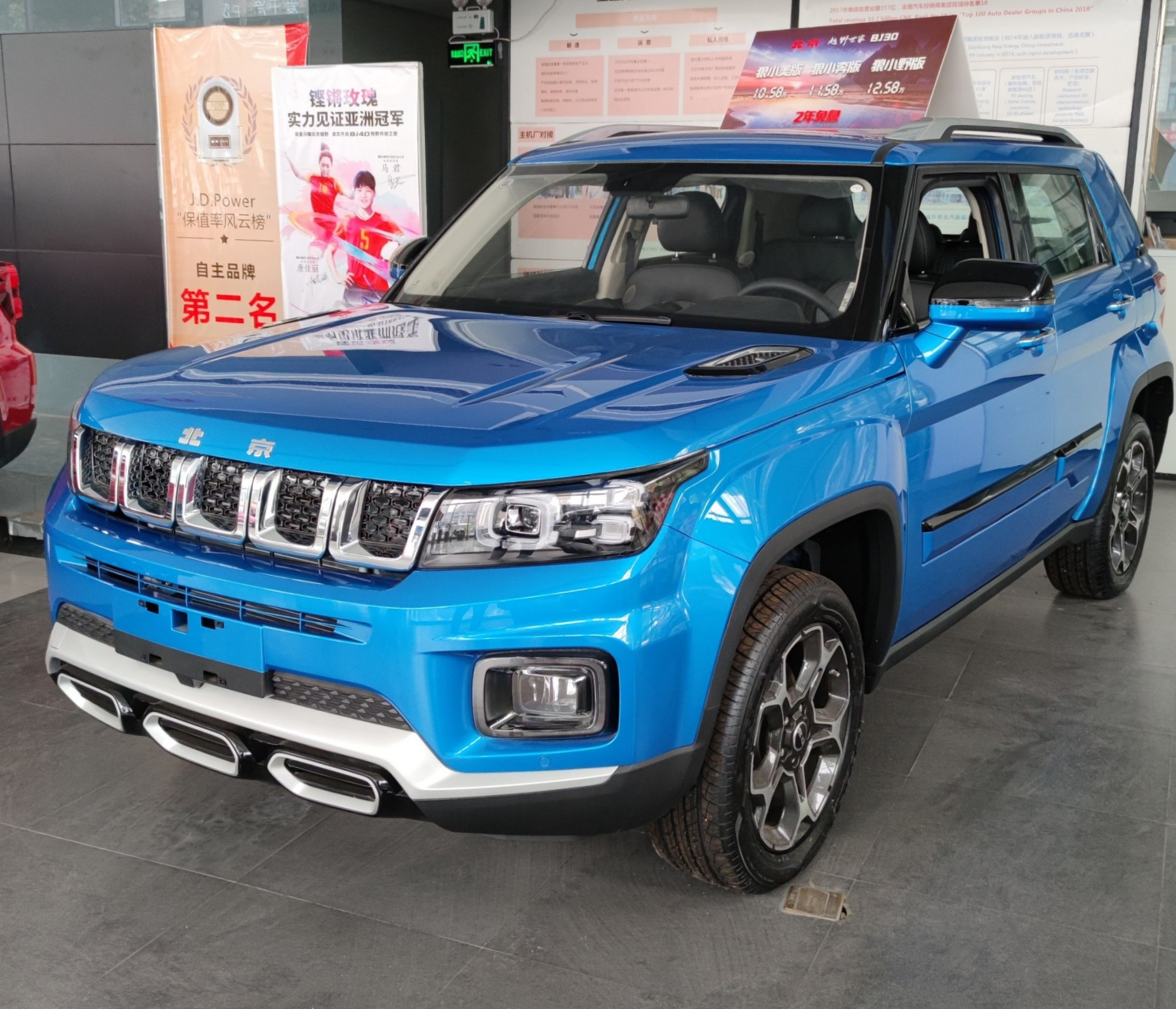
Beijing BJ30, с 2021
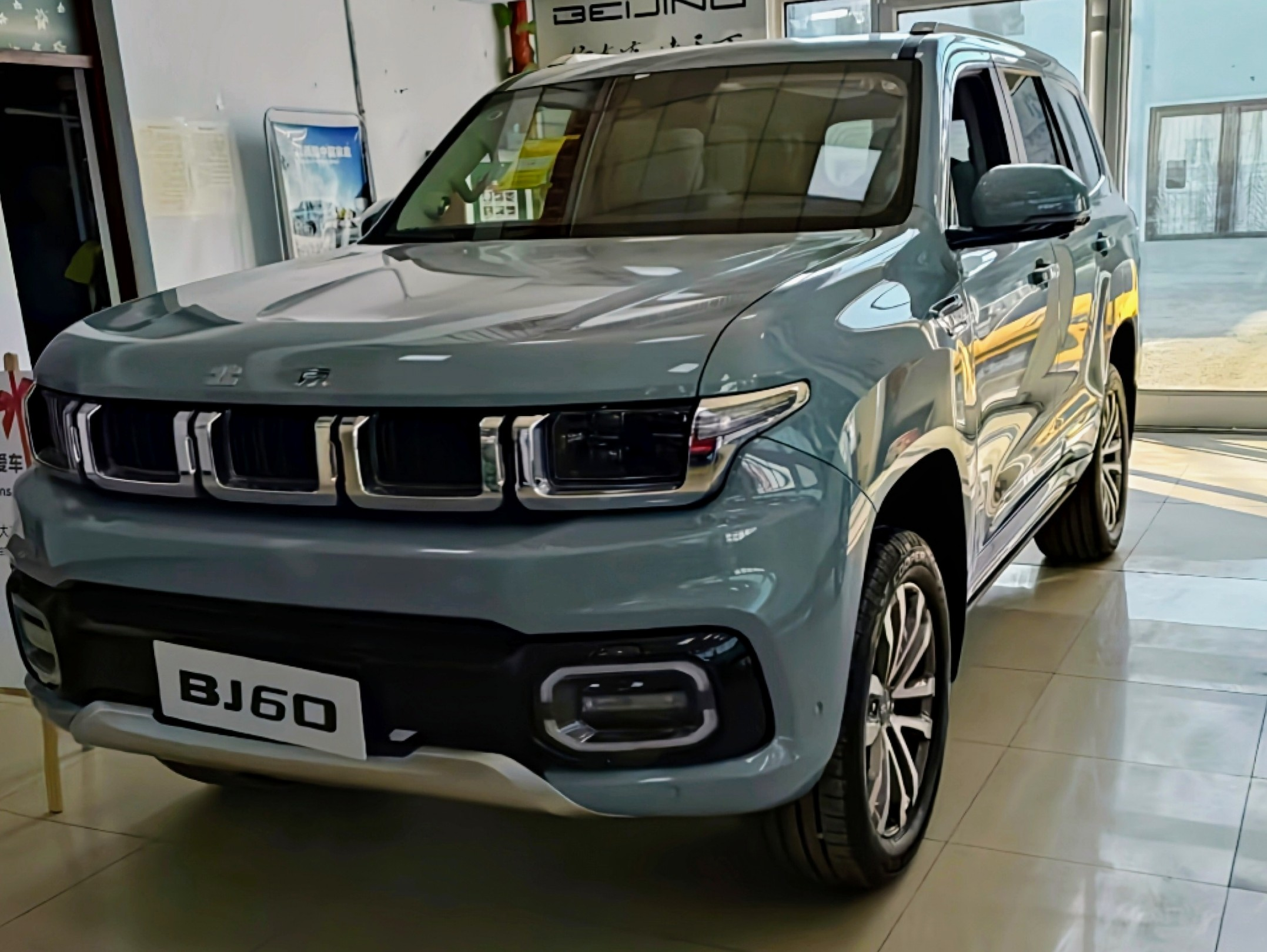
Beijing BJ60, с 2022
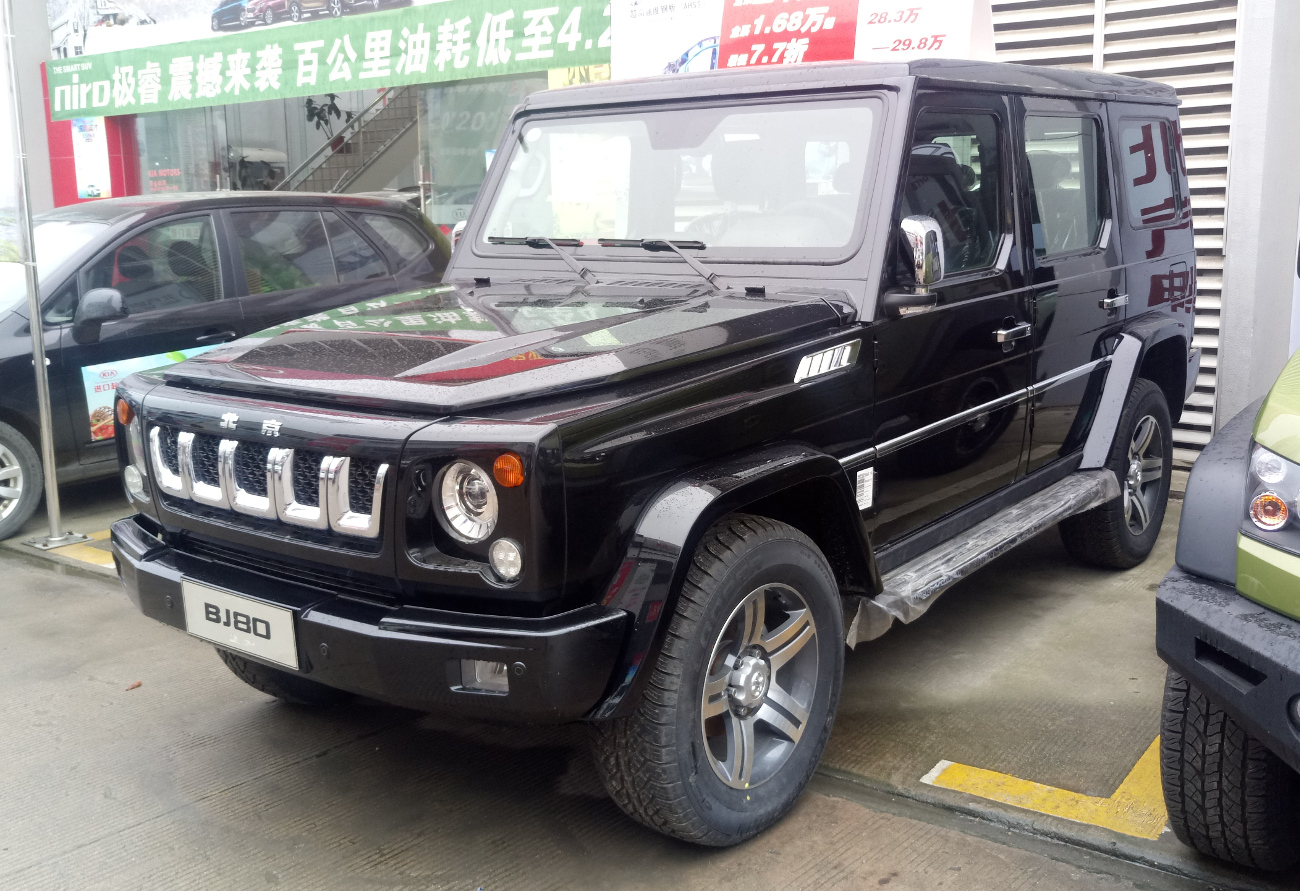
Beijing BJ80, с 2016
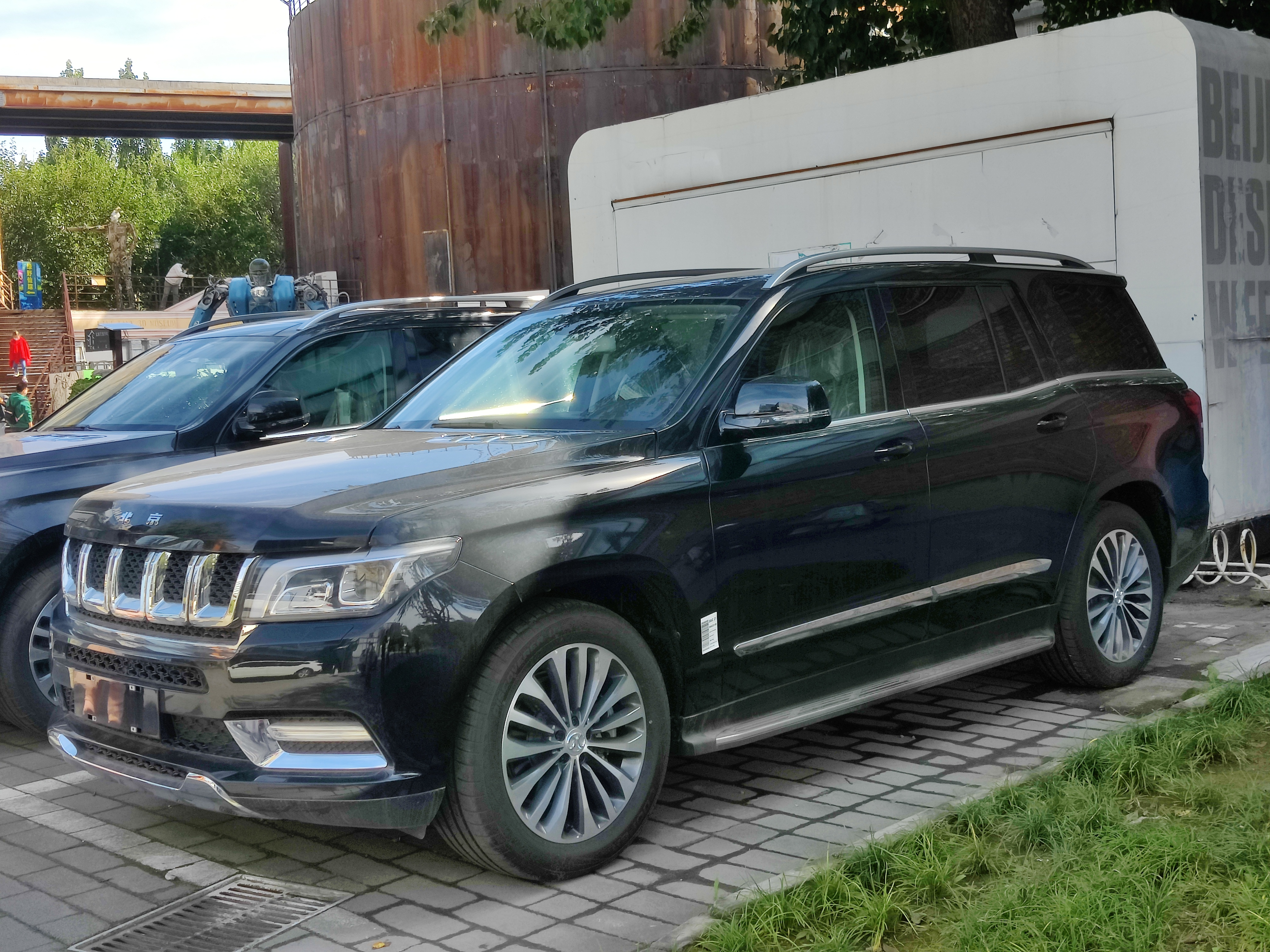
Beijing BJ90, с 2017
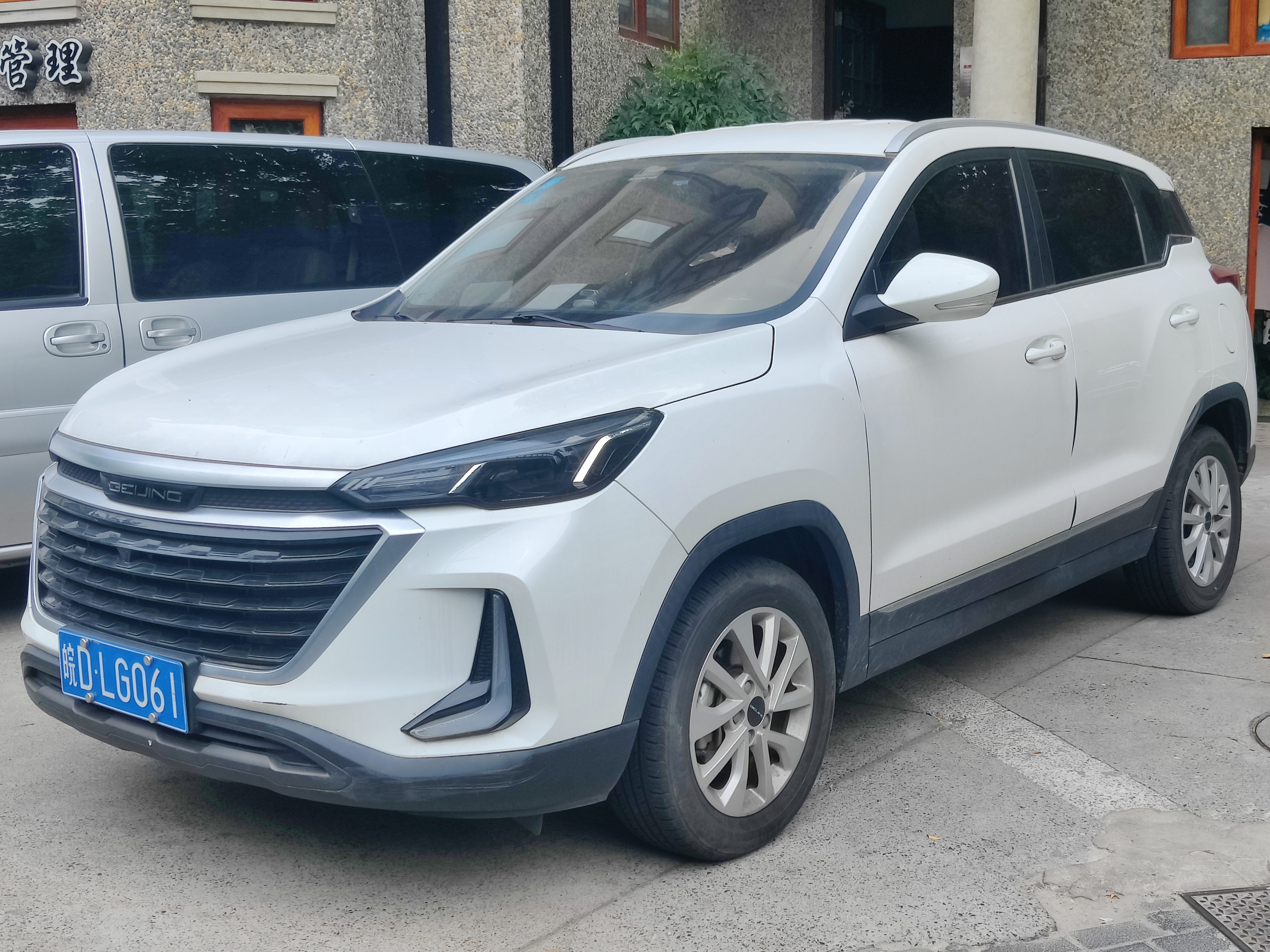
Beijing X3, с 2019
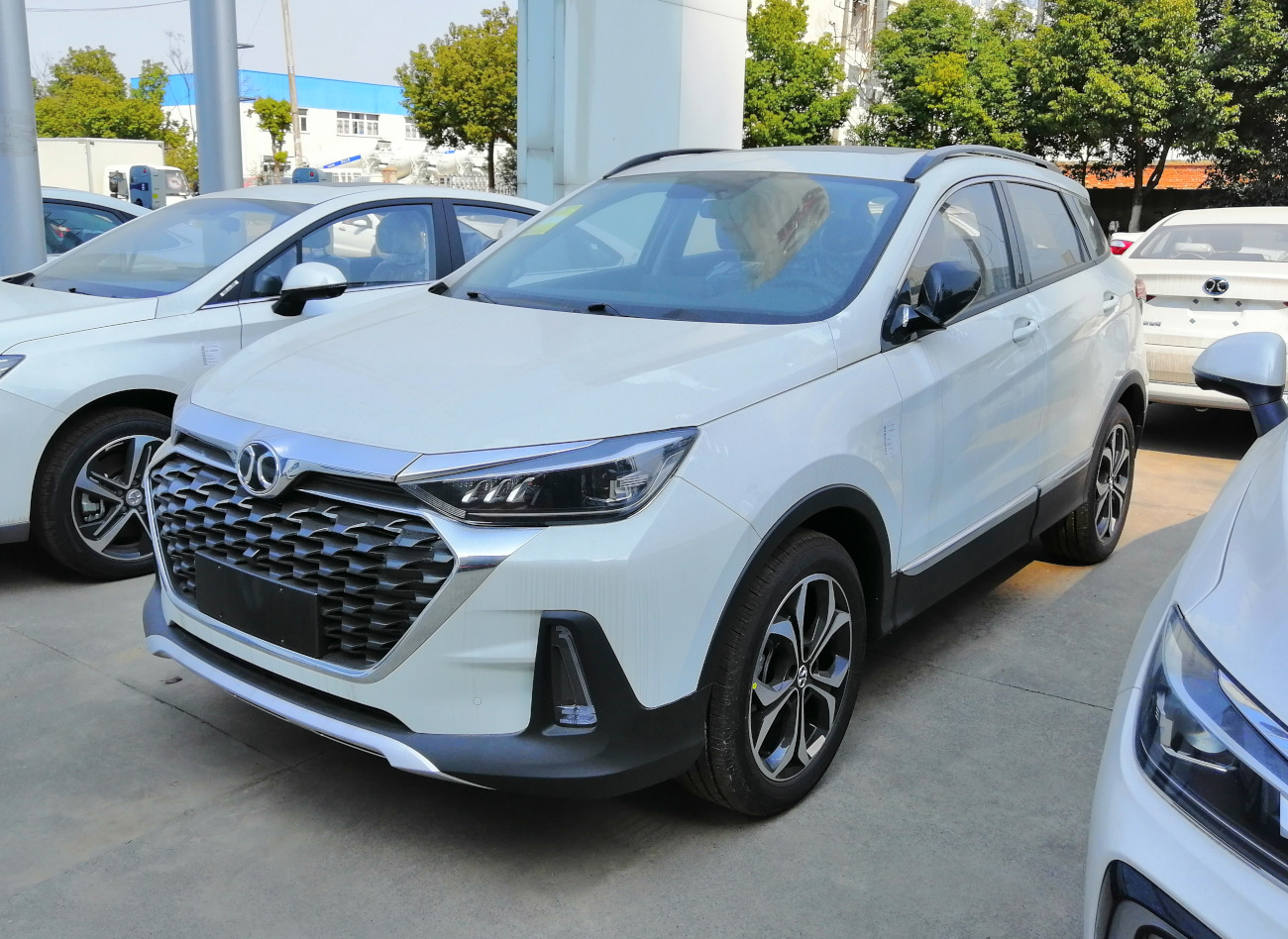
Beijing X5, с 2018
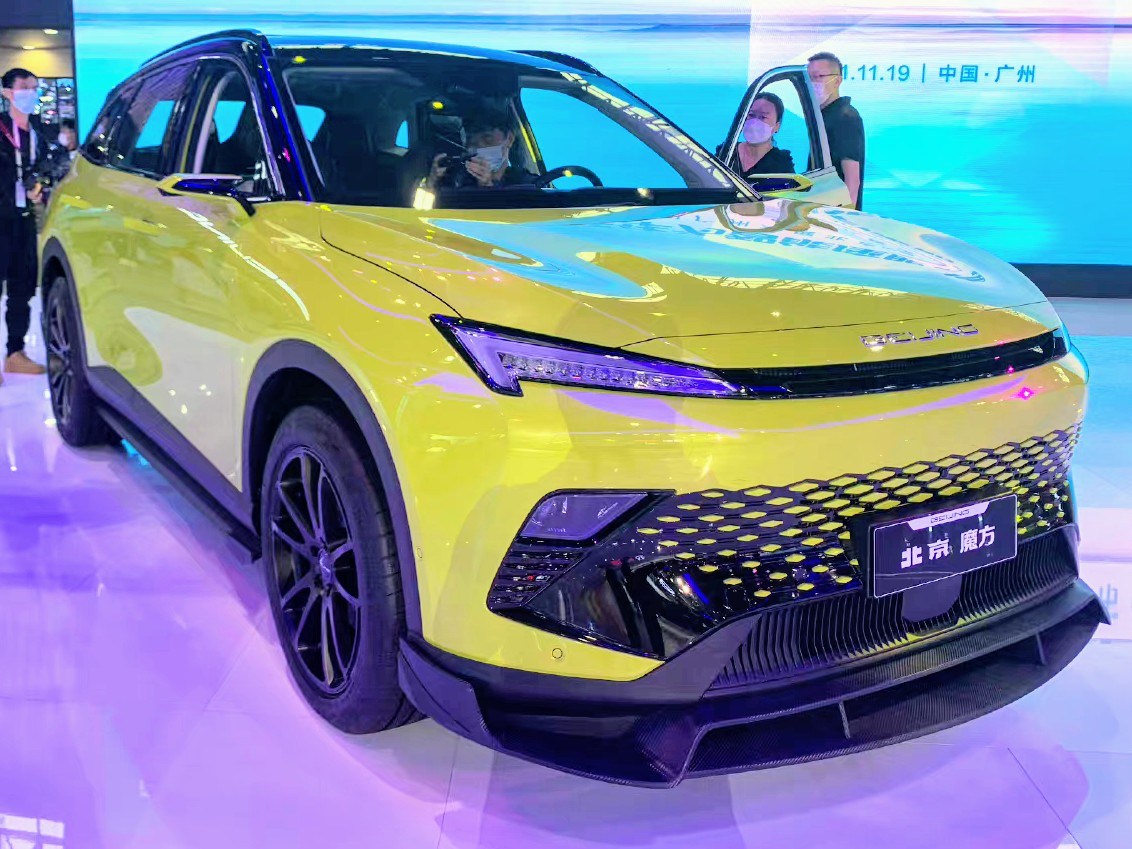
Beijing X6, с 2022
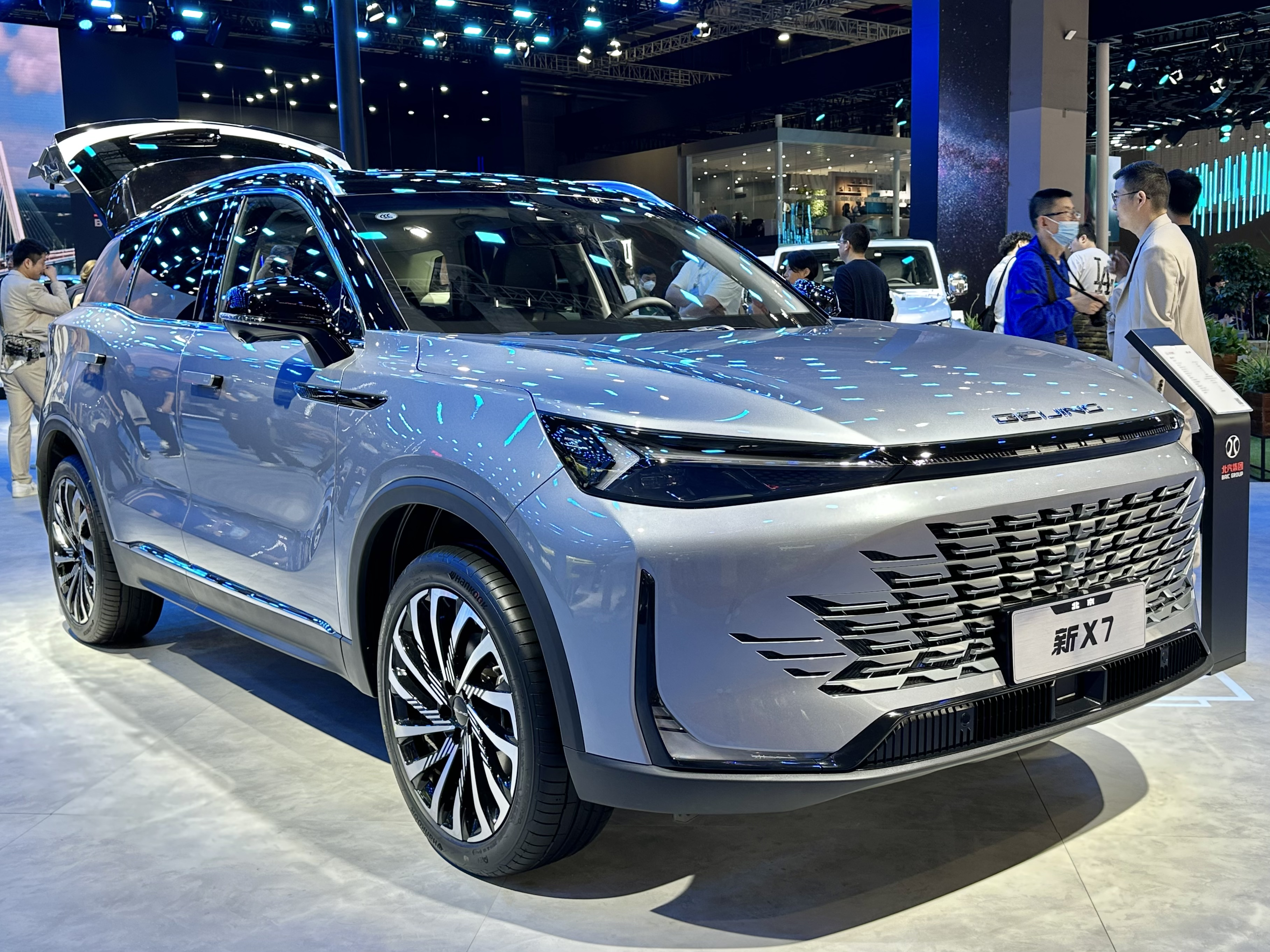
Beijing X7, с 2022

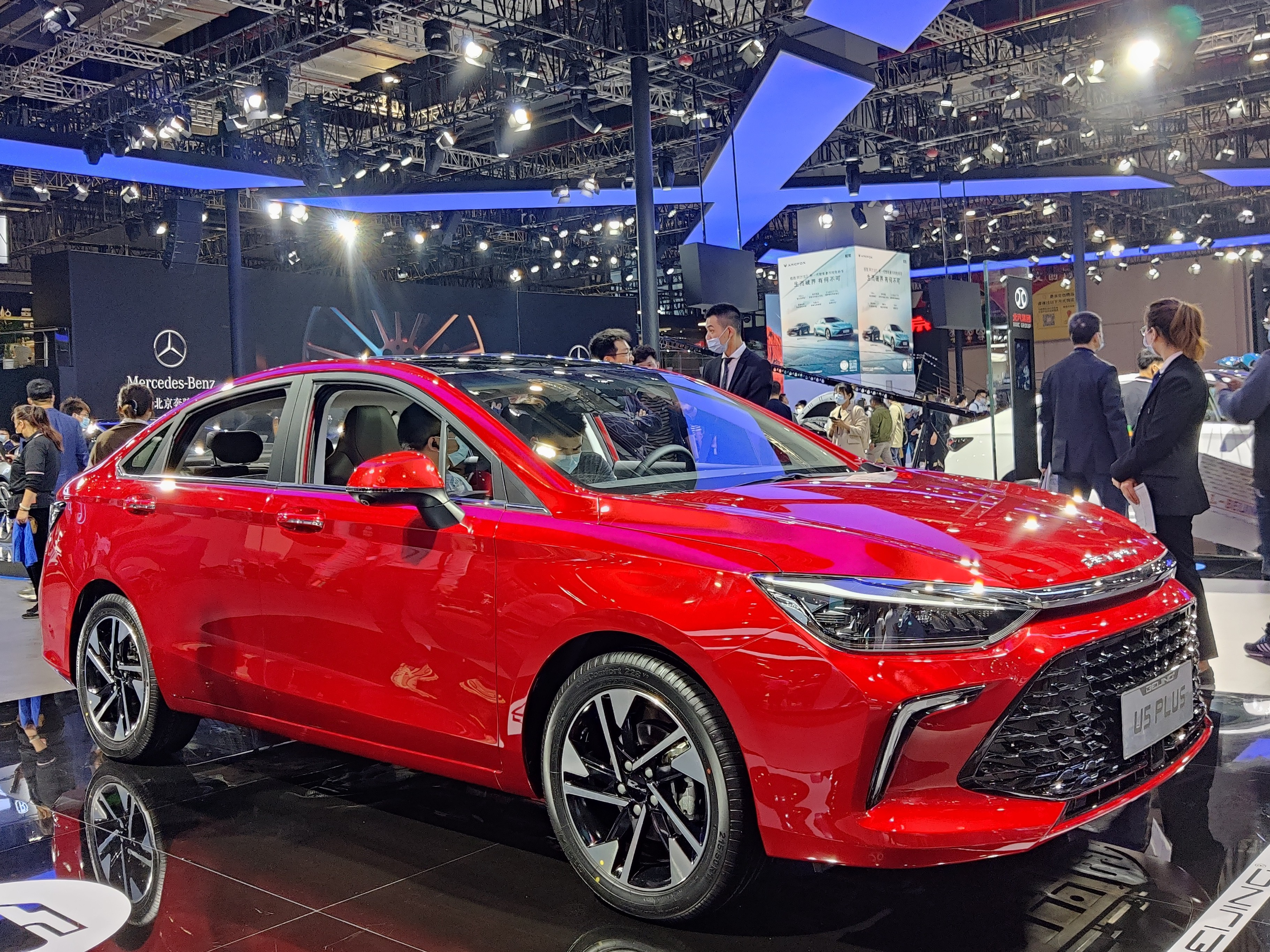
Beijing U5, с 2021
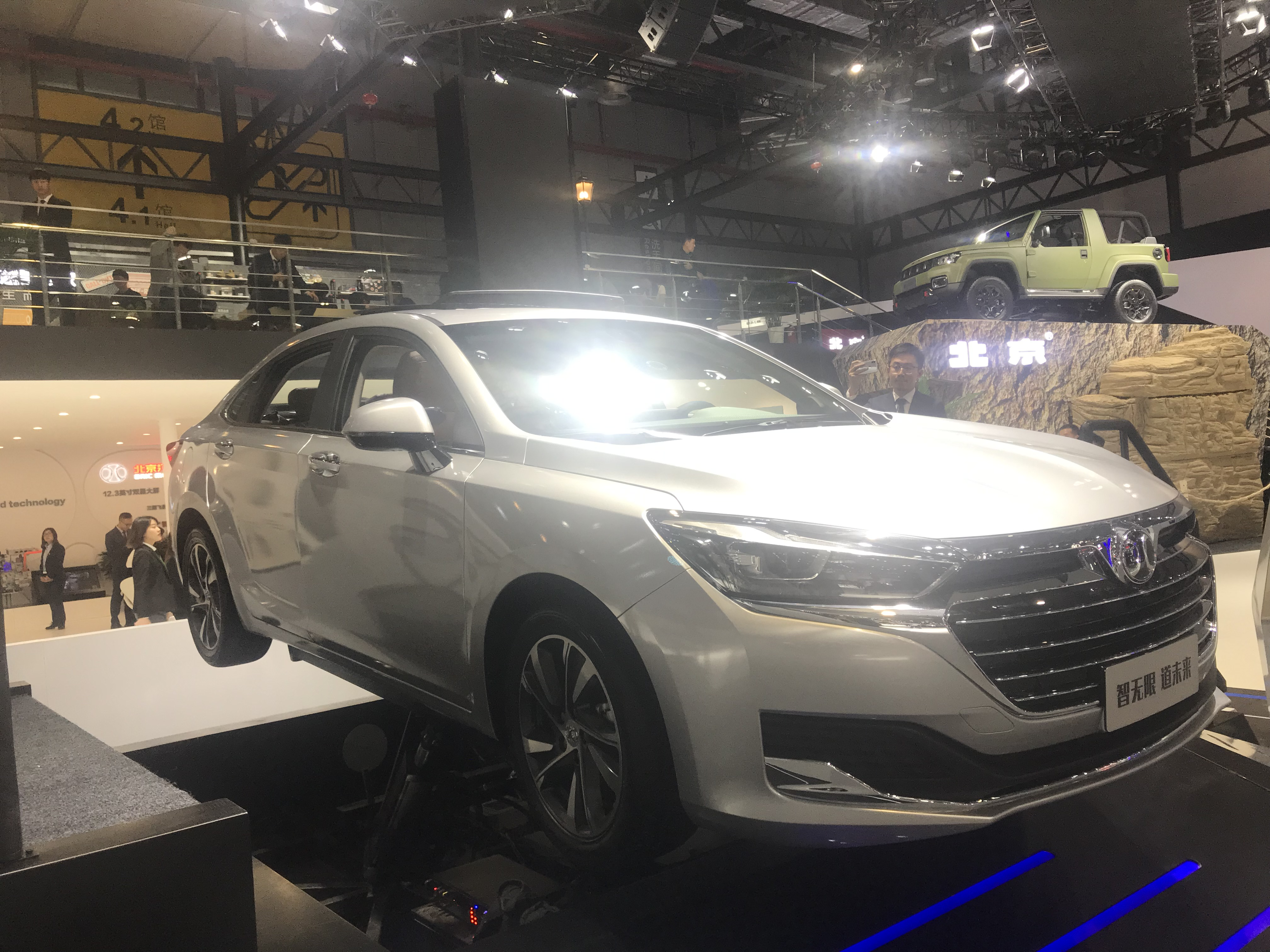
Beijing U7, с 2018

## В России
В России компания до 2023 года не была известна, хотя в 2016 году получала ОТТС на седан Senova D50. Продажи не были начаты, но весной 2023 года на калининградском «Автоторе» была начата крупноузловая сборка ряда моделей, продажи которых официально были начаты в июле 2023 года. На 2024 год линейка представлена седаном U5 Plus, кроссоверами X35, X55, X75, а также внедорожником BJ40. В ноябре 2024 года BAIC впервые попал в ТОП-10 российского авторынка — за 47-ю неделю 2024 года (с 18 по 24 ноября) в России было реализовано 518 новых автомобилей BAIC.